# Урал-377
Урал-377 — трёхосный крупнотоннажный грузовой автомобиль, производившийся на Уральском автомобильном заводе в Миассе с начала 1960-х годов.
Создан на основе Урал-375. Основные отличия от предшественника — отсутствие привода на переднюю ось, отсутствие системы централизованного регулирования давления в шинах, цельнометаллическая кабина и неэкранированное электрооборудование. Кабина впоследствии была использована на автомобиле Урал-375Д.

## Характеристики
- Погрузочная высота, мм:

по полу платформы 1530,
по бортам — 2245.
Остальные данные соответствуют технической характеристике автомобиля «Урал-377».

## Модификации
- «Урал-377Н» — отличается от «Урал-377» тем, что вместо специальных шин 370—508 (14-00-20) мод. ОИ-25 и колёс 254Г-508 установлены широкопрофильные шины 1100×400×533 мод. О-47А и колёса 330—533. Изменено передаточное число главных передач мостов с 8,9 на 8,05 для сохранения максимальной скорости движения.

Широкопрофильные шины автомобиля «Урал-377Н» по наружному диаметру несколько меньше специальных шин 370—508, других отличий от автомобиля «Урал-377» не имеет.
- «Урал-377М» — прототип с увеличенной до 4620 мм колёсной базой.